# Guibaré (département)
Pour le village, voir Guibaré.
Guibaré est un département du Burkina Faso situé dans la province du Bam de la région Centre-Nord. Lors du dernier recensement général de la population, le département comptait 23 454 habitants.

## Géographie

### Villages
- Barsa (676 habitants)
- Bokin (884 habitants)
- Gougré (361 habitants)
- Guibaré, chef-lieu (2 874 habitants)
- Karentenga (1 333 habitants)
- Koundoula (2 795 habitants)
- Niangouéla (3 392 habitants)
- Sakoudi (1 208 habitants)
- Sindri (2 397 habitants)
- Tontenga (945 habitants)
- Vousnango (2 155 habitants)
- Wattinoma (738 habitants)
- Yilou (3 696 habitants)

## Administration
| Période                                  | Période  | Identité | Étiquette | Qualité |
| ---------------------------------------- | -------- | -------- | --------- | ------- |
|                                          | en cours |          |           |         |
| Les données manquantes sont à compléter. |          |          |           |         |

## Santé et éducation
Le département accueille quatre centres de santé et de promotion sociale (CSPS) à Guibaré, Koundoula, Niangouéla et Yilou tandis que le centre médical avec antenne chirurgicale (CMA) de la province se trouve à Kongoussi et que le centre hospitalier régional (CHR) est à Kaya.